# Nitrifikace

Koloběh dusíku

Nitrifikace je proces oxidace amoniaku (NH3, resp. NH4+) na dusičnany (NO3−), a to přes dusitany (NO2−). Z tohoto důvodu je proces nitrifikace rozdělen na dvě fáze, nitritace a nitratace. Souhrnné rovnice nitrifikace jsou následující:
1. nitritace: NH3 + O2 → NO2− + 3H+ + 2e− + 275 kJ energie[zdroj?]
2. nitratace: NO2− + H2O → NO3− + 2H+ + 2e− + 76 kJ energie[zdroj?]

Nitrifikace je důležitým krokem koloběhu dusíku a jsou v něm zapojeny mnohé půdní bakterie (zejména beta a gama proteobakterie) a archea. Z proteobakterií jsou známy nitrifikační bakterie z rodů Nitrosomonas a Nitrosococcus, dále však evolučně jedinečná bakterie Nitrospira. Při této enzymatické oxidaci se uvolňuje energie. Tento proces vytváří vodíkové kationty, které okyselují půdu (hlavně při přehnojování).
Podmínky ovlivňující nitrifikaci:[zdroj?]
1. množství NH4+
2. pH půdy 5–8,5
3. vlhkost (v kapacitě do 70 %)
4. aerobní podmínky – dostatek kyslíku
5. teplota půdy 25–35 °C